# Langeneck (Wurmannsquick)
Langeneck ist ein Gemeindeteil des Marktes Wurmannsquick im niederbayerischen Landkreis Rottal-Inn. 

## Lage
Langeneck liegt 7 Kilometer südöstlich der Stadt Eggenfelden und nordwestlich des Marktes Wurmannsquick auf einem isolierten Höhenrücken, der vom Gollerbach und Grasenseer Bach umflossen wird. Langeneck hat die im Unterbayerischen Hügelland ungewöhnliche Siedlungsform eines Waldhufendorfes. Eine ähnliche Anlage zeigt das benachbarte Angerstorf.

## Geschichte
Die beiden Dörfer waren vermutlich Gründungen der Herrschaft Gern, die noch im 19. Jahrhundert hier Abgaben bezog. Der waldhufenartige Ausbau erfolgte vermutlich erst, als das Siedlungsnetz bereits vollständig war. Das Dorf „am Egg“ und Krönwitten wurde mit den benachbarten Weilern und Einöden in den Jahren 1810 bis 1823 zur Steuergemeinde Langeneck zusammengefasst. 
Zur Zeit der Uraufnahme um 1840 erreichten die einzelnen Streifen des Waldhufendorfes eine Länge von über drei Kilometern. Von den 57 ansässigen Familien des Jahres 1840 widmeten sich 44 ausschließlich der Landwirtschaft, vier besaßen dazu noch ein Gewerbe.
Der Ort hat sich seitdem kaum verdichtet. Wiesen, Weiden und Ackerflächen wechseln innerhalb der Streifen einander ab, als kleine Inseln haben sich auch Wälder erhalten. Die Besitzflächen einiger Anwesen weichen von der regelmäßigen Verteilung ab, sie entstanden vermutlich bereits in der Gründungsphase. 
1939 lebten in der Gemeinde 340 Personen, 1970 waren es 294. Von den Erwerbstätigen gehörten 1970 69 % dem Bereich Land- und Forstwirtschaft an. Die Gemeinde Langeneck existierte bis zur Gebietsreform, als am 1. Januar 1972 ein Teil zu Wurmannsquick, ein anderer Teil zur Gemeinde Hebertsfelden kam. Am 31. Dezember 2007 hatte Langeneck 173 Einwohner.

## Vereine
- Die Freiwillige Feuerwehr Langeneck besteht seit den 1930er Jahren.
- Skiclub Langeneck